# Polygala cisandina
Polygala cisandina är en jungfrulinsväxtart som beskrevs av Chod.. Polygala cisandina ingår i släktet jungfrulinssläktet, och familjen jungfrulinsväxter. Inga underarter finns listade i Catalogue of Life.